# Stazione di Eboli
Stazione di Eboli vasútállomás Olaszországban, Eboli településen.

## Vasútvonalak
Az állomást az alábbi vasútvonalak érintik:
- Salerno–Potenza-vasútvonal

## Kapcsolódó állomások
A vasútállomáshoz az alábbi állomások vannak a legközelebb:
- Stazione di Campagna-Serre-Persano
- Stazione di Battipaglia